# مارتین دارس
مارتین دارس (انگلیسی: Martin Dwars؛ زادهٔ ۱۷ دسامبر ۱۹۸۷) بازیکن فوتبال اهل آلمان است.
از باشگاه‌هایی که در آن بازی کرده‌است می‌توان به باشگاه فوتبال کارل زایس ینا اشاره کرد.